# Menthinae
Sous-tribu
Les Menthinae sont une sous-tribu de plantes à fleurs de la famille des Lamiaceae, de la sous-famille des Nepetoideae et de la tribu des Mentheae.
Le genre type est Mentha L.

## Liste des genres
Acanthomintha – Blephilia – Bystropogon – Clinopodium – Conradina – Cuminia – Cunila – Cyclotrichium – Dicerandra – Drymosiphon – Eriothymus – Glechon – Gontscharovia – Hedeoma – Hesperozygis – Hoehnea – Killickia – Kurzamra – Mentha – Micromeria – Minthostachys – Monarda – Monardella – Obtegomeria – Origanum – Pentapleura – Piloblephis – Pogogyne – Poliomintha – Pycnanthemum – Rhabdocaulon – Rhododon – Saccocalyx – Satureja – Stachydeoma – Thymbra – Thymus – Zataria – Ziziphora
Nothogenre: x Clinomicromeria

## Publication originale
- Endlicher S.L., 1836–1840. Genera plantarum secundum ordines naturales disposita. (pp I–LX, 1–1484). Vindobonae (Vienna). page : 612.